# Stolperstein in Wiefelstede
Der Stolperstein in Wiefelstede ist Carl Johann Heinen gewidmet, er liegt in der Gemeinde Wiefelstede im niedersächsischen Landkreis Ammerland. Stolpersteine werden vom Kölner Künstler Gunter Demnig in weiten Teilen Europas verlegt. Sie erinnern an das Schicksal der Menschen, die von den Nationalsozialisten ermordet, deportiert, vertrieben oder in den Suizid getrieben wurden und liegen im Regelfall vor dem letzten selbstgewählten Wohnsitz des Opfers.
Der bislang einzige Stolperstein in Wiefelstede wurde am 23. Oktober 2017 vom Künstler persönlich verlegt.

## Stolperstein
| Stolperstein | Inschrift | Verlegeort                         | Name, Leben |
| ------------ | --- | ---------------------------------- | --- |
|              | IN WIEFELSTEDERMOOR WOHNTE CARL JOHANN HEINEN JG. 1922 EINGEWIESEN MÄRZ 1945 HEILANSTALT WEHNEN TOT AN DEN FOLGEN DER BEHANDLUNG 14.5.1945 | Vor dem Haupteingang des Rathauses | Carl Johann Heinen wurde am 22. März 1922 in Spohle geboren. „Es ist nicht viel, das an [ihn] erinnert,“ schreibt die Nordwest-Zeitung, „Nicht einmal ein Foto gibt es von ihm noch.“ Er litt an Epilepsie. Er wurde zum Kriegsdienst eingezogen und diente in der 3. Batterie der Flak-Scheinwerfer-Ersatz-Abteilung in Wittenberge. Sein Dienstgrad war Kanonier. Er war nie an der Front. Von 31. Oktober 1941 bis 21. November 1941 ist ein Aufenthalt im Reservelazarett Arnsdorf-Sachsen wegen seiner Epilepsie vermerkt. Am 23. Dezember 1941 rüstete er ab und wurde im Laufe des Krieges nicht mehr einberufen. Zuletzt wohnte er im Wiefelstedermoor. Am 4. März 1945 wurde er in die Heil- und Pflegeanstalt Wehnen in Bad Zwischenahn eingewiesen. Carl Johann Heinen verlor dort am 14. Mai 1945, zehn Wochen nach seiner Einlieferung, sein Leben. Ingo Harms, Historiker in Oldenburg, bestätigte, dass ihm medizinische Hilfe wegen seiner Epilepsie ebenso verweigert wurde wie ausreichend Nahrung. Laut Recherchen der Wiefelsteder Oberschüler gibt es keine Verwandten mehr. |

## Verlegung
Erarbeitet wurden die Grundlagen für die Verlegung von Schülerinnen und Schülern im Wahlpflichtkursus „Religion“ an der Oberschule Wiefelstede. Der Kurs hatte sich mit „psychischen Erkrankungen“ befasst und eine Exkursion zur heutigen Karl-Jaspers-Klinik in Wehnen und der dortigen Gedenkstätte „Alte Pathologie“ unternommen.
Bei der Verlegungszeremonie sang der Schulchor Leonard Cohens „Hallelujah“. Bei der Feierstunde in der Mensa mahnte Schulleiterin Jutta Klages, „dass gerade wir als Schule die Pflicht haben, uns zu erinnern.“

## Weblink
- Chronik der Stolpersteinverlegungen auf der Website des Projekts von Gunter Demnig